# Silsersee
Silsersee (rétorománsky Lej da Segl) je jezero ve Švýcarsku, asi 7 km jihozápadně od Svatého Mořice. Je součástí obcí Sils im Engadin/Segl a Bregaglia. Má rozlohu 4,1 km² a maximální hloubku 71 metrů, hladina se nachází v nadmořské výšce 1797 m. Je největším jezerem kantonu Graubünden. Jezerem protéká řeka Inn a nedaleko se nachází Malojský průsmyk. Nejvyšší z hor obklopujících jezero je Piz Fora (3363 m). Z ostrovů na Silsersee je největší Chaviolas, dlouhý 120 m a široký 55 m.
Jezero je vyhledáváno turisty, zejména vyznavači vodních sportů a rybolovu. Je nejvýše položeným evropským jezerem, na němž se provozuje komerční lodní doprava. Každoročně se v okolí koná lyžařský závod Engadin Skimarathon.
U jezera v osadě Sils Maria pobýval v letech 1881 až 1888 Friedrich Nietzsche. Dům, v němž žil, byl adaptován na muzeum.